# Milan Cabrnoch
Milan Cabrnoch (ur. 6 sierpnia 1962 w Čáslaviu) – czeski polityk i lekarz, poseł do Parlamentu Europejskiego VI i VII kadencji.

## Życiorys
W 1986 ukończył studia medyczne na Wydziale Pediatrii Uniwersytecie Karola w Pradze. Do 1994 praktykował jako lekarz, następnie do 1998 pełnił funkcję dyrektora departamentu w Ministerstwie Zdrowia, a następnie wiceministra w tym resorcie.
W 1995 wstąpił do Obywatelskiej Partii Demokratycznej, w 2000 wszedł w skład rady wykonawczej tej partii. W latach 1998–2004 był członkiem zarządu miasta Kolín i jednocześnie deputowanym do Izby Poselskiej, w której zajmował stanowisko wiceprzewodniczącego Komisji Parlamentarnej ds. Polityki Socjalnej i Zdrowia. W 2004 został wybrany do Parlamentu Europejskiego. Brał udział w pracach Komisji Zatrudnienia i Spraw Socjalnych i Delegacji do komisji współpracy parlamentarnej UE-Rosja. W wyborach w 2009 uzyskał reelekcję.